# Ornithogalum iraqense
Ornithogalum iraqense är en sparrisväxtart som beskrevs av Naomi Feinbrun. Ornithogalum iraqense ingår i släktet stjärnlökar, och familjen sparrisväxter. Inga underarter finns listade i Catalogue of Life.